# Asterostigma tweedianum
Asterostigma tweedianum là một loài thực vật có hoa trong họ Ráy (Araceae). Loài này được Schott mô tả khoa học đầu tiên năm 1859.